# Trypocopris amedei
Trypocopris amedei is een keversoort uit de familie mesttorren (Geotrupidae). De wetenschappelijke naam van de soort werd in 1861 gepubliceerd door Léon Marc Herminie Fairmaire.